# Valle de Carranza
Valle de Carranza (in castigliano) o Karrantza Harana (in basco), è un comune spagnolo di 2 887 abitanti situato nella comunità autonoma dei Paesi Baschi.